# Musaranya de Jackson
La musaranya de Jackson (Crocidura jacksoni) és una espècie de musaranya que viu a Burundi, la República Democràtica del Congo, Kenya, Ruanda, el Sudan del Sud i Uganda. Fou anomenada en honor de l'administrador, explorador i ornitòleg britànic Frederick John Jackson.